# Endocarpon
Endocarpon es un género de hongos de la familia Verrucariaceae.

## Galería

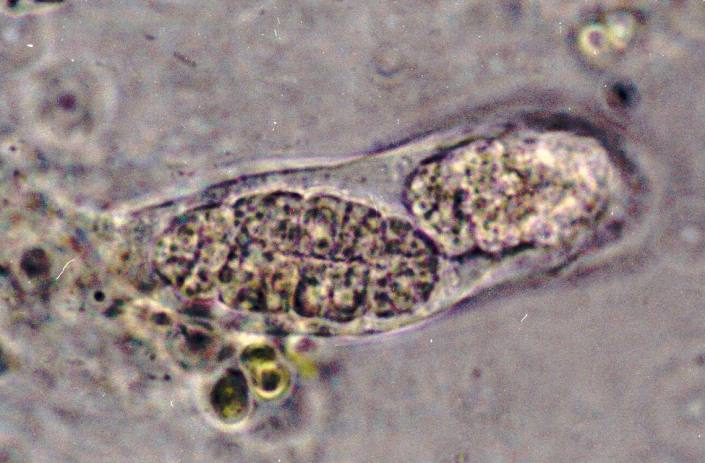
Dos esporas muriformes en una asca de E. petrolepideum; fotografiados a través de un microscopio compuesto, x1000